# Philippe-Laurent Roland
Philippe-Laurent Roland (Pont-à-Marcq, 13 agosto 1746 – Parigi, 11 luglio 1816) è stato uno scultore francese.
Formatosi con Augustin Pajou, gli furono affidati i lavori ornamentali del Palais-Royal di Parigi e del teatro dell'opera reale alla Reggia di Versailles. Ottenne poi, nel 1784, l'incarico di decoratore-scultore per gli appartamenti privati di Luigi XVI e Maria Antonietta alla Reggia di Versailles.

## Biografia
Figlio di un sarto e albergatore, Philippe-Laurent Roland iniziò la sua formazione presso la scuola di disegno di Lille, nella sua regione natale. Aveva un fratello minore, il pittore Jacques-François-Joseph Roland (1757-1804).
Nel 1764 partì per Parigi e si unì allo studio di Augustin Pajou con il quale portò avanti una collaborazione di quasi quarant'anni. Collaborò poi con lui alla decorazione della Reggia di Versailles e del Palais-Royal.

### Il soggiorno a Roma (1771-1776)
Tra il 1771 e il 1776 si recò a Roma per cinque anni a proprie spese, non essendo mai stato, a differenza del suo maestro, un accademico in senso stretto. Della sua permanenza a Roma, pochi disegni potrebbero essere esplicitamente attribuiti all'artista. Tuttavia, alcuni suoi biografi ci permettono oggi di trovare al massimo tre opere che l'artista avrebbe prodotto durante il suo soggiorno: un Busto di fanciulla appartenuto a Rodolphe Kann, un Ragazzo addormentato, e il Busto di vecchio che senza dubbio avrà fatto coppia con il busto precedente. È probabile che queste ultime due opere siano state esposte al Salon del 1783 con il nome di Deux busts d'études. L'impronta del suo maestro è particolarmente evidente nel lavoro svolto dallo scultore sul suo studio del vecchio quando si confronta quest'ultimo con la Testa di vecchio barbuto realizzata da Pajou nel 1761.

### Il ritorno in Francia
Al suo ritorno in Francia, Philippe-Laurent Roland concentrò i suoi sforzi principalmente sulle creazioni in marmo e, secondo Quatremère de Quincy, divenne subito il praticante preferito di Pajou che: 
(Antoine Chrysostome Quatremère de Quincy)
Questo rapporto privilegiato gioverà così ai due scultori, trovando uno un assistente, e l'altro un maestro che era ancora fonte di istruzione, sebbene quest'ultimo, al suo ritorno dall'Italia, gli consigliò di rendersi più indipendente.
Un altro incontro potrebbe aver influenzato la carriera dello scultore. Nel 1777, Philippe-Laurent Roland sposò Thérèse-Françoise Potain, figlia di Nicolas Marie Potain, architetto e controllore generale degli edifici del re, e la cui seconda figlia, Marie-Adrienne Potain, sposò Pierre Rousseau, anche lui architetto, con il quale collaborò al cantiere parigino dell'Hôtel de Salm dal 1783. Il legame è stretto ma sufficiente, agli occhi di James David Draper nel suo studio sui legami mantenuti tra Pajou e Roland, per riassegnare a Roland un busto recante una firma di Houdon, rappresentante suo cognato, Pierre Rousseau. Va anche notato che Rousseau e Roland furono nello stesso periodo in Italia, tra il 1773 e il 1775, tuttavia nessuna prova supporta una possibile corrispondenza tra i due artisti. Tale riassegnazione si basa non solo sulle caricature dell'architetto prodotte da François-André Vincent, ma anche, attraverso un approccio stilistico, sulla somiglianza di questo busto con l'Autoritratto dello scultore, anch'esso realizzato intorno al 1785.

### Philippe-Laurent Roland e l'Accademia

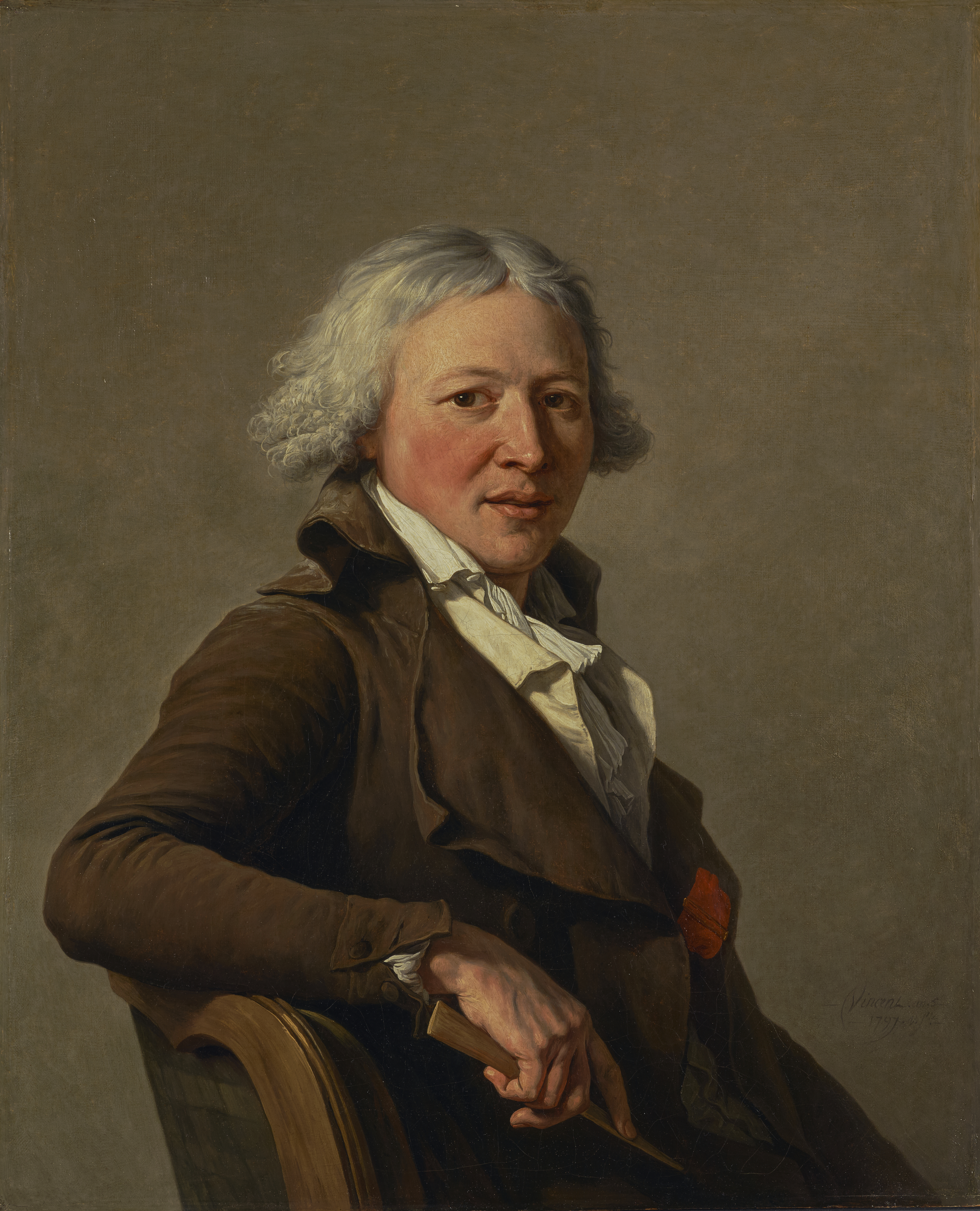
François-André Vincent, Ritratto dello scultore Roland, 1797

A differenza di Augustin Pajou, Roland non divenne mai un accademico. Solo alcune trascrizioni delle sessioni dell'Académie royale de peinture et de sculpture ripercorrono la carriera dello scultore che ottenne la terza medaglia del distretto il 26 marzo 1768. La seconda essendo stata attribuita a Simon-Louis Boquet, con il quale collaborò poi per tutto il 1783-1784 nel cantiere dell'Hôtel de Salm.
Il 2 marzo 1782 venne aggregato all'Accademia all'età di trentacinque anni, e il 3 maggio 1783 presentò il bozzetto di Sansone che scuote la colonna del Tempio dei Filistei il cui modello venne approvato dall'Accademia il 29 aprile 1786. Non completò questo lavoro fino a molto tempo dopo l'abolizione dell'Accademia e non completerà il suo pezzo di accettazione, Marco Porcio Catone Uticense.
Sotto la Rivoluzione, partecipò alla fondazione dell'Institut de France e divenne professore all'École nationale supérieure des beaux-arts, il 12 maggio 1809, in sostituzione di Louis Boizot posto occupato fino alla sua morte, avvenuta improvvisamente nella sua bottega nel 1816, e gli succedette Pierre Cartellier .
Fu sepolto a Parigi nel cimitero di Père-Lachaise 44 divisione).

## Stile
Il suo stile neoclassico, influenzato dalla scultura antica ma con una certa ricerca realistica, si esprimeva soprattutto nella lavorazione dei marmi e delle terrecotte. Il suo lavoro è una buona illustrazione della continuità tra la fine del XVIII e la prima metà del XIX secolo.

## Opere

### Scultura ornamentali
- Parigi, Palais-Royal
- Opera Reale della Reggia di Versailles
- Castello di Fontainebleau
- Parigi, Palazzo del Louvre
- Parigi, teatro Feydeau
- Parigi, Château de Bagatelle
- Pantheon a Parigi: allegoria della Legge nel peristilio.

### Opere in collezioni pubbliche
In Germania
- Berlino, Deutsches Historisches Museum: Denis Diderot, 1780 circa, terracotta;

Negli Stati Uniti d'America
- New York, Metropolitan Museum of Art:
  - Ragazzo dormiente, 1774 circa, terracotta dipinta;
  - Autoritratto, 1785 circa, marmo, altezza 52,7 cm;
  - Baccante a cavallo di una capra, 1796, terracotta, altezza 40 cm;
  - Luigi XVI, 1787, marmo e legno dorato, diametro: 70 cm, con cornice: 151 × 158;
  - Augustin Pajou, 1803-1809, bronzo, ritratto in medaglione, diametro: 30,5 cm;
  - Un pannello secondo un modello di Philippe-Laurent Roland, inciso da Nicolas-François-Daniel Lhuillier, circa 1776, quercia dipinta che imita il bronzo, 74,9 × 165,1 cm;
  - Coppia di piani a specchio, secondo un modello di Philippe-Laurent Roland, inciso da Daniel Aubert, 1777 circa, rovere dipinto e dorato, 58,7 × 121,0 cm;

In Francia
- Angers, museo di belle arti: Busto di vecchio o Studio di vecchio, 1774 circa, terracotta, altezza 75 cm;
- Cherbourg-en-Cotentin, Statua di Minerva, 1810 circa[8]
- Parigi, Institut de France, cappella del Collegio delle Quattro Nazioni : Napoleone Imperatore, 1807;
- Parigi, museo Cognacq-Jay : Busto di fanciulla, 1774 circa, gesso, altezza 48,9 cm;
- Parigi, museo Jacquemart-André : Augustin Pajou, 1800, marmo, altezza 56,5 cm;
- Parigi, Museo del Louvre:
  - Catone Uticense, 1782, terracotta, bozzetto: 22 × 27 × 13 cm;
  - Joseph-Benoît Suvée, 1788, Salon del 1789, terracotta, 54 × 43 × 30 cm;
  - Denis-Sébastien Leroy, An V (1796-1797), terracotta, 53 × 45 × 28 cm;
  - Lise Roland, 1805 (esposta al Salon del 1806), marmo, 56 × 25,5 × 18,5 cm;
  - Omero, 1812, marmo, altezza 209 cm;
- Parigi, Museo Nazionale di Storia Naturale: Georges-Louis Leclerc, comte de Buffon, in collaborazione con Augustin Pajou, 1775, marmo, 42 × 43 × 36 cm;
- Parigi, Palazzo Borbone: Atena
- Valenciennes, museo di belle arti: Omero, 1801, terracotta, altezza 25,2 cm.

## Galleria d'immagini

Opere di Philippe-Laurent Roland
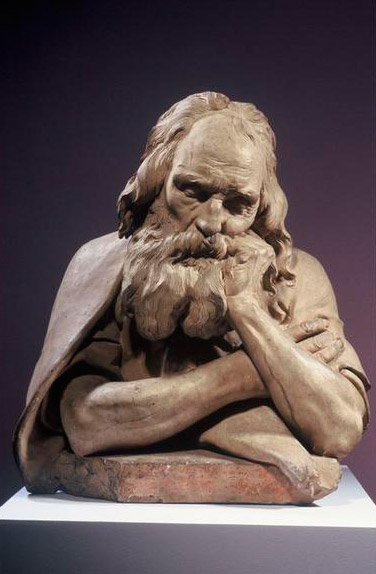
Busto di vecchio o studio di vecchio (circa 1774), terracotta, Musée des beaux-arts d'Angers.
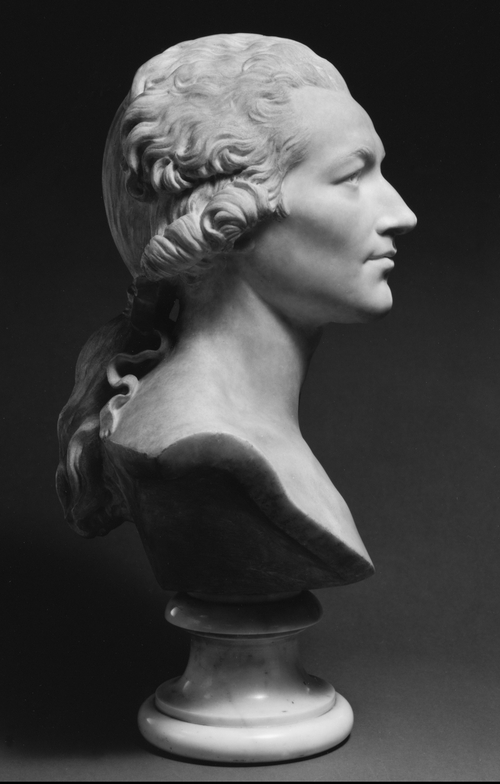
Autoritratto (1785 circa), New York, Metropolitan Museum of Art.
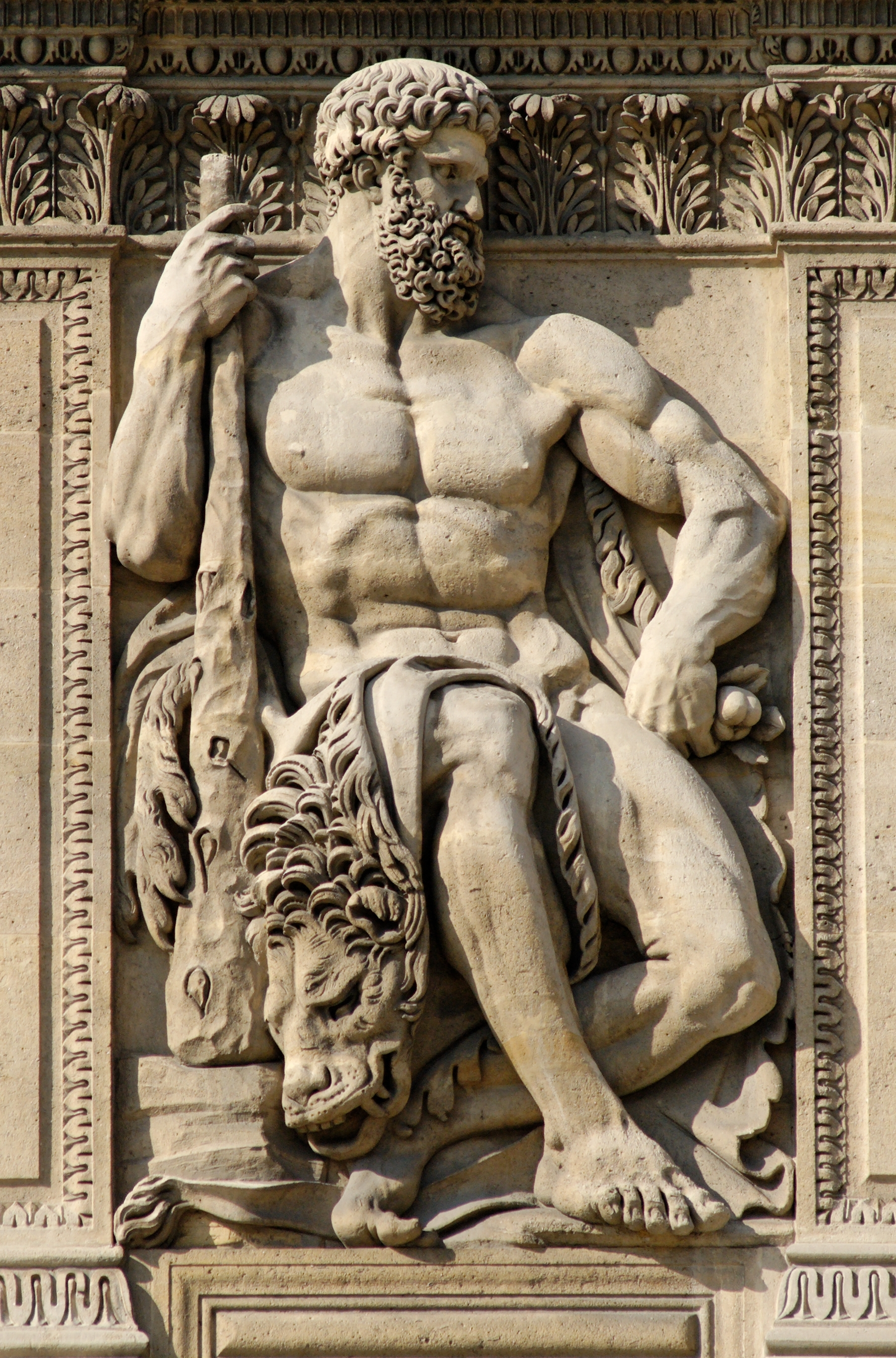
Ercole (1806), Parigi, facciata ovest della Cour Carrée del Palazzo del Louvre.
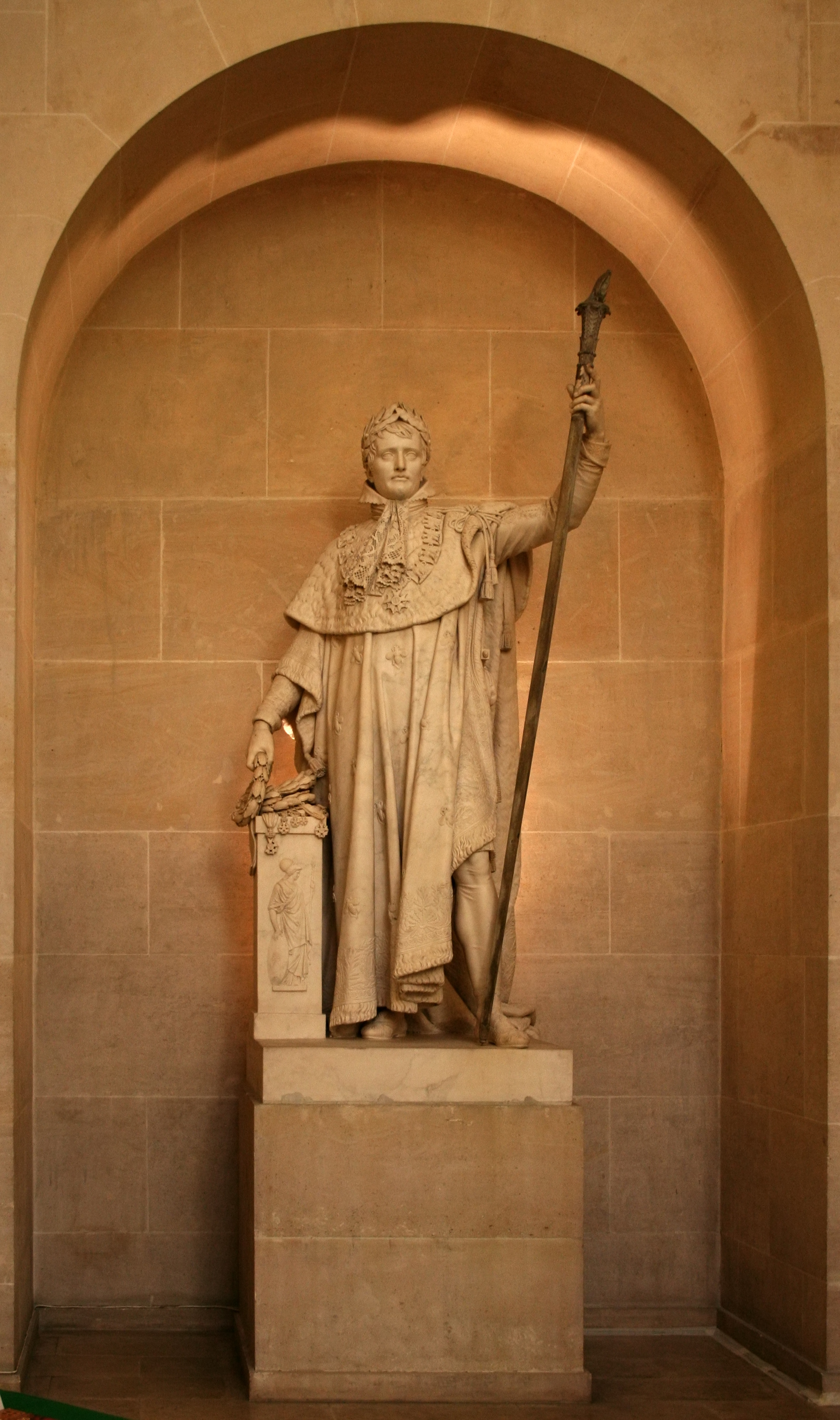
L'Imperatore Napoleone (1807), Parigi, Institut de France.

## Allievi
- David d'Angers;

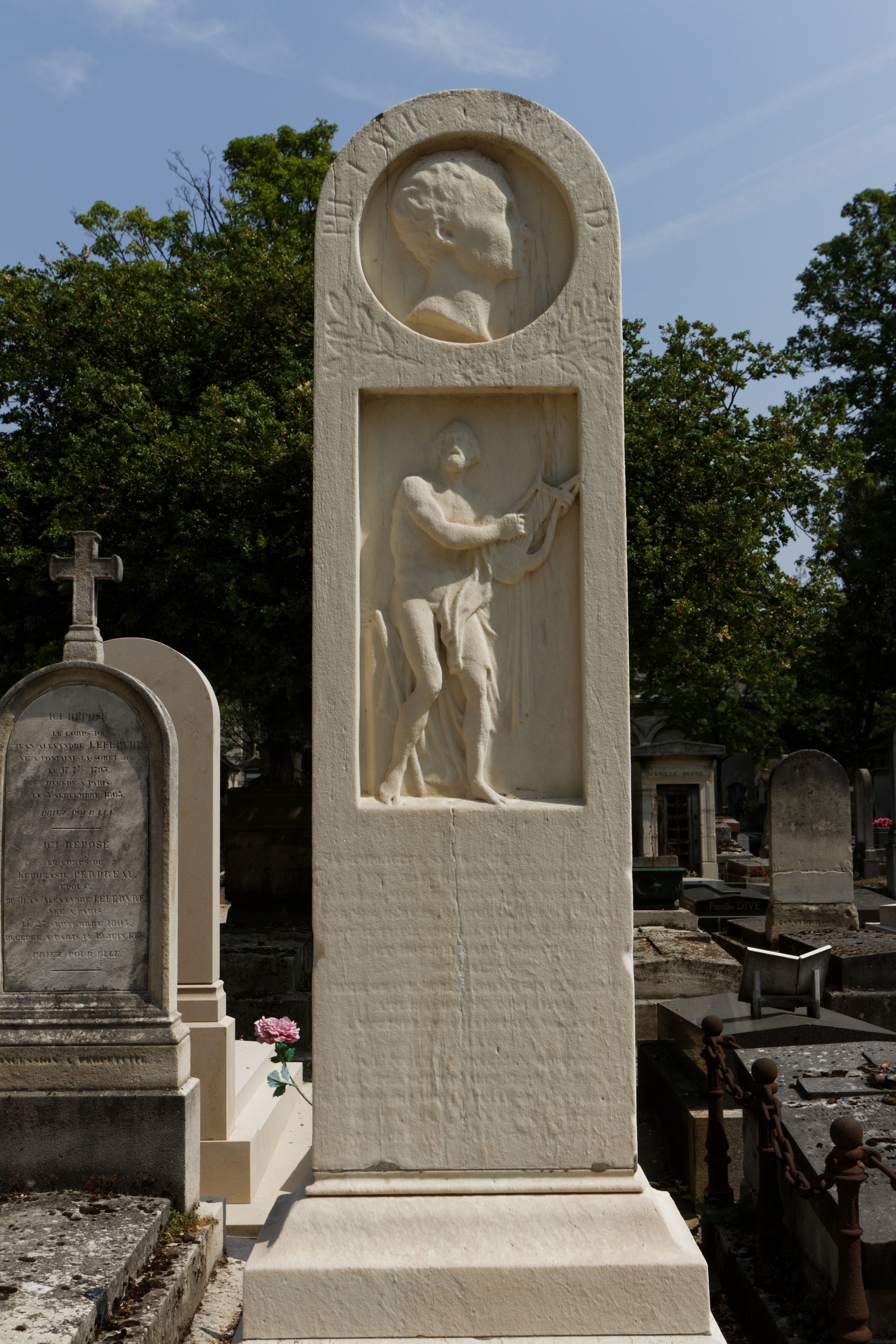
David d'Angers (medaglione) e Louis-Denis Caillouette (bassorilievo da Roland), luogo di sepoltura di Philippe-Laurent Roland, Parigi, cimitero di Père-Lachaise.

- Louis-Denis Caillouette (1790-1868), Prix de Rome nel 1809.

## Iconografia
- Philippe-Laurent Roland, Autoritratto, 1785 circa, marmo, New York, Metropolitan Museum of Art
- Augustin Pajou, Busto di Philippe-Laurent Roland, 1797, Parigi, Museo del Louvre